# Kadokawa Shoten
Kadokawa Shoten Co., Ltd. (株式会社角川書店?, Kabushiki-gaisha Kadokawa Shoten) è una casa editrice giapponese fondata nel 1945. Azienda principale del Kadokawa Group Holdings, Inc formato nell'aprile 2003, da ottobre 2013 è poi diventata una sussidiaria di Kadokawa.
Utilizza per le light novel anche i marchi Kadokawa Beans Bunko, Kadokawa Bunko CrossLove, Kadokawa Gin no Saji Series, Kadokawa Sneaker Bunko, Kadokawa Ruby Bunko e Kadokawa Tsubasa Bunko.

## Il gruppo
Editoria
Kadokawa Shoten Publishing Co., Ltd.
Fujimishobo Publishing Co., Ltd.
Media Works Inc.
SS Communication Inc.
Media Leaves Inc.
Telecomunicazioni
Kadokawa The Television Corporation
Kadokawa Cross Media, Inc.
Kadokawa Mobile Inc.
Movie/visual
Kadokawa Herald Pictures, Inc. (produzione e distribuzione cinematografica)
Kadokawa Media House Inc. (pubblicità)
Kadokawa Holdings US, Inc.
Kadokawa Holdings China Ltd.
Business support
Building Book Center Co., Ltd.
Videogiochi
FromSoftware

## Riviste pubblicate
- 4-Koma Nano Ace
- Altima Ace
- Asuka
- CIEL
- Comic CHARGE
- Comp Ace
- Comptiq
- Gekkan Kadokawa
- Gundam Ace
- Kerokero Ace
- Keroro Land
- Komikku Kai
- Mystery DX (sospesa)
- Newtype
- Newtype Ace
- Newtype Romance
- Samurai Ace
- Shōnen Ace
- Shōsetsu Yasei Jidai
- The Sneaker
- Tokusatsu Ace
- Young Ace

## Manga celebri pubblicati
- .hack//Legend of the Twilight
- .hack//G.U.+
- .hack//G.U.: The World
- After School Adventure
- Angelic Layer
- Bloody Mary
- Brain Powerd
- Chrono Crusade
- Cloverfield: Kishin (prequel del film Cloverfield)
- Color Recipe
- Cowboy Bebop
- Cowboy Bebop: Shooting Star
- Da Capo II
- Death Sweeper
- Dragon Half
- L'estate in cui Hikaru è morto
- Fushigi no Kuni no Miyuki-chan
- Gakuen Mokushiroku
- Guyver
- Junjō romantica
- Kannazuki no Miko
- Keroro
- Kurosagi - Consegna cadaveri
- Last Exile: Travelers from the Hourglass
- Lawful Drugstore
- Love Stage!!
- Lucky Star
- Ludwig II
- Marionette Generation
- Mirai Nikki
- Mobile Battleship Nadesico
- Momogumi Plus Senki - Le cronache di guerra del Team Momo Plus
- More than a Married Couple, but Not Lovers
- MPD Psycho
- Neon Genesis Evangelion
- Really? Really!
- Record of Lodoss War
- Rutta to Kodama
- Shirahimeshō
- Angeloid - Sora no otoshimono
- The Slayers
- Chi ha bisogno di Tenchi?
- Tokumei Kakarichō Tadano Hitoshi
- Shin Tokumei Kakarichō Tadano Hitoshi
- Shuffle! Days in the bloom
- The Vision of Escaflowne
- Tick! Tack!
- Tokyo ESP
- Trinity Blood
- Uncle from Another World
- Watashi no suki na hito
- X/1999
- Yamada Tarō monogatari

## Videogiochi pubblicati
- Orphen: Scion of Sorcery (2000)
- Kūsen (2001)
- Abarenbō Princess (2001)
- Hippa Linda (2001)
- Buile Baku (2002)
- D.C P.S. ~Da Capo~ Plus Situation (2003)
- Arisa (2004)
- Kūsen II (2004)
- Raimuiro Senkitan (2004)
- Demonbane (2004)
- Girls Bravo Romance 15's (2005)
- Natural2 -DUO- (2005)
- Castle Fantasia Alensia Senki Plus Stories (2005)
- Maple Colors (2005)
- Sentou Kokka Kai: New Operations (2005)
- Shuffle! On the Stage (2005)
- D.C. Four Seasons (2005)
- Demon Gaze (2013)

## Galleria d'immagini

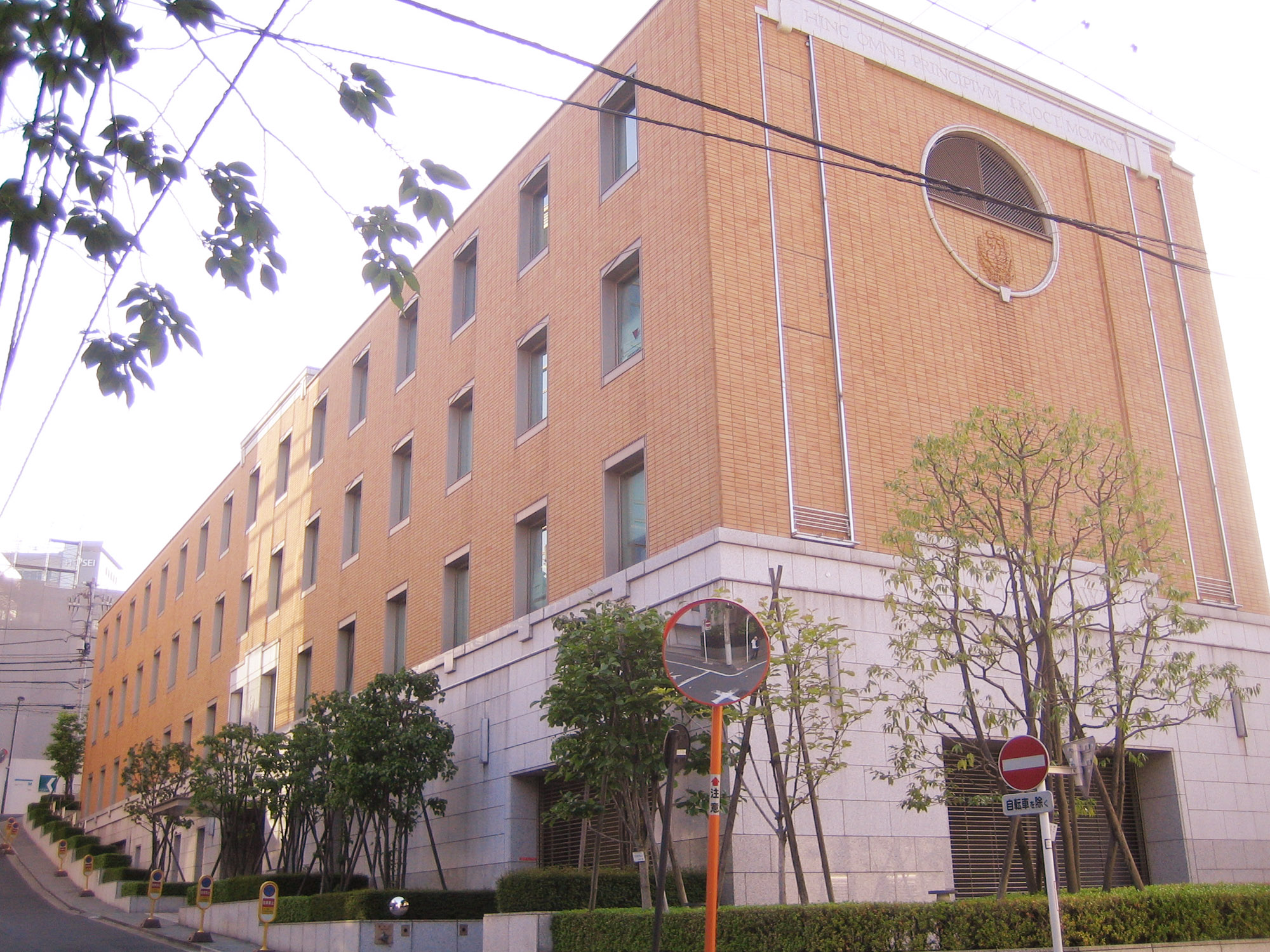
Sede della Kadokawa Shoten.
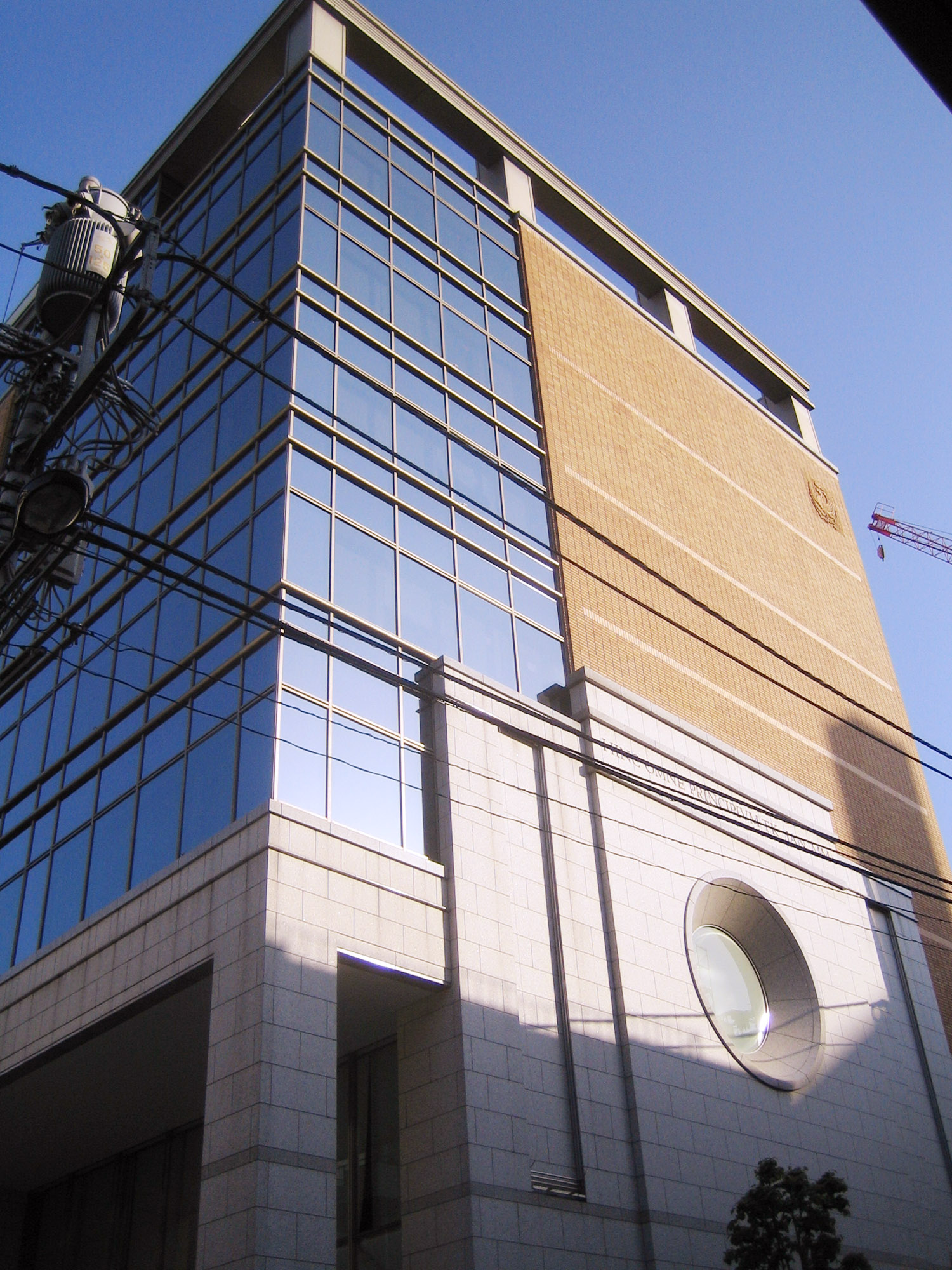
Sulla facciata campeggia il motto latino Hinc Omne Principium (Orazio).